# Latakia
Latakia (arabul: اللاذقية [al-Lāḏiqiyya]), történelmi nevén Laodikeia (ógörögül: Λαοδίκεια) vagy Laodiceia ad mare szíriai kikötőváros a Földközi-tenger partján, Latakia kormányzóságban.

## Fekvése
Aleppótól 186 km-re, a Dzsebel Anszárije hegyláncai között fekvő település.

## Története
Az i. e. 4. században a város neve Iarimuta volt, melyet a görög írók Ramithanévvé formáltak. Az I. e. 300 körül Nagy Sándor egyik hadvezére, Szeleukosz Nikátor építette újjá és Laodikea néven nevezte el.
A város I. e. 64-ben a római Syria Provincia része volt.
A II. évszázad végén Septimius Severus császár metropolisszá építette ki. Ekkor épültek oszlopsorokkal díszített utcái is.
A bizánci uralom alatt fontos püspöki székhely lett.
636-ban az iszlám arabok szíriai terjeszkedésekor Ubaida ibn al-Szamet al-Anszári foglalta el a várost, és ettől kezdve az al-Lázikija nevet viselte, melyet később a nyugati kiejtés ferdített Latakiává.
A keresztes háborúk idején hol a muszlimok, hol a franciák birtokolták.
1287-ben a mamelukok állították helyre, majd török megszállás alatt volt közel négyszáz évig. A mandátum időszakban pedig közvetlen francia irányítással területi központ volt.
Szíria függetlenné válásakor megyei jogú városi rangot kapott.
Latakia a szomszédos kikötőkkel szemben sokáig háttérbe szorult. Kikötője modernizálásához 1957-ben kezdtek hozzá, mely hamarosan a legfontosabb átrakodóhely lett Aleppó, és Észak- és Északkelet-Szíria számára.
A modern Latakia a hellenisztikus-római település maradványaira épült, a régi épületeiből, az antik metropolisból alig maradt mára valami, csak néhány régészeti emlék, és a Septimius Severius adományozta diadalív.
Latakia napjainkban Szíria legfontosabb kikötővárosa. Latakiát a szíriai polgárháború nem érintette, a város nem szenvedett anyagi károkat. Latakia jelenleg Szíria legbiztonságosabb városa.

## Közlekedés, infrastruktúra
Latakia fontos közlekedési csomópont. A városból indul ki az M1-es szír gyorsforgalmi autóút, illetve innen indul ki az M4-es szír gyorsforgalmi autóút is. A belvárosban nagy az autóforgalom, gyakoriak a dugók. Latakia nemzetközi repülőtérrel és nemzetközi  kikötővel is rendelkezik.

## Nevezetességek
- Diadalív
- Dzsámi al-Maghrabi (nyugati mecset)

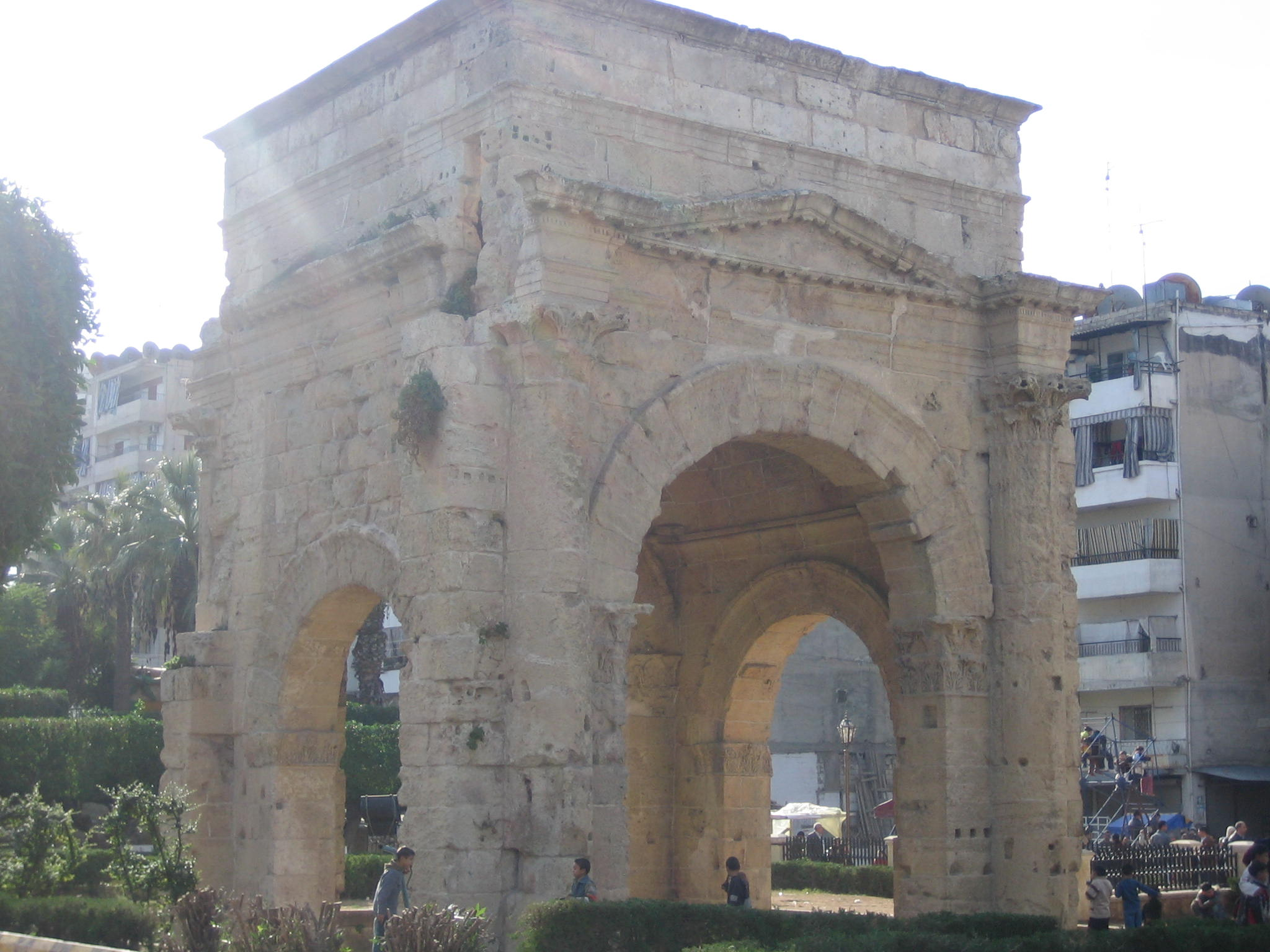
Római diadalív
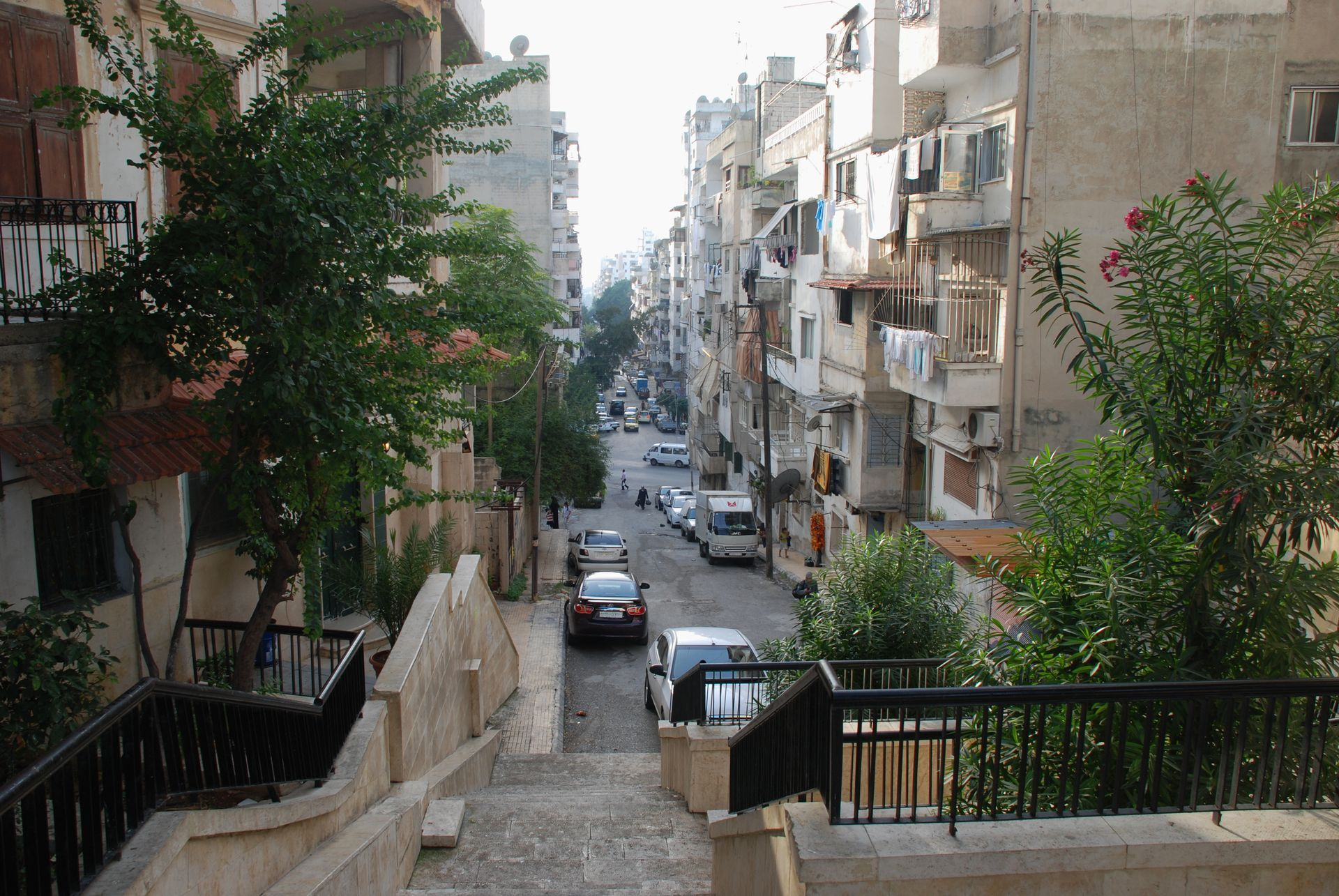
Városközpont
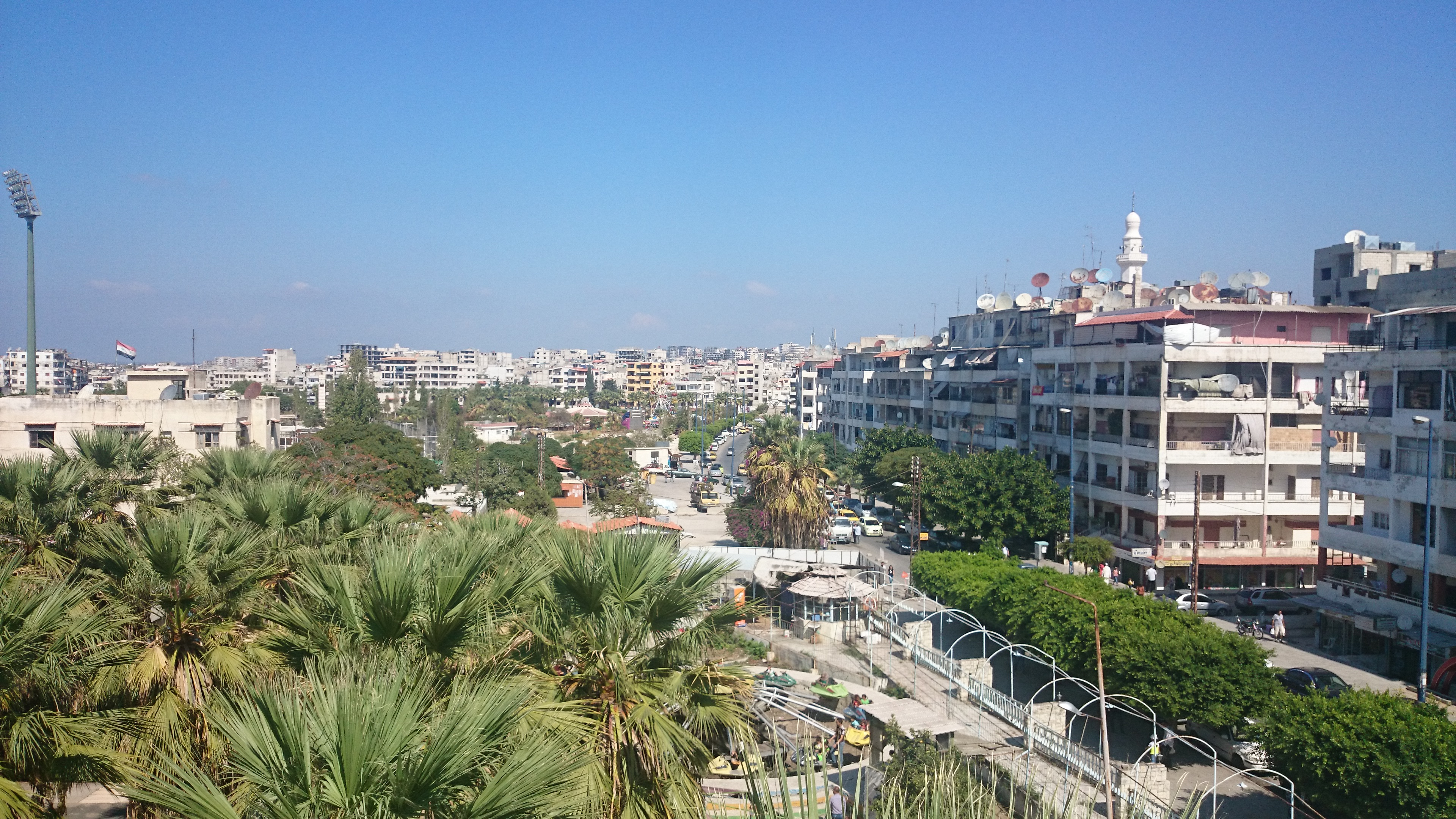
Városközpont
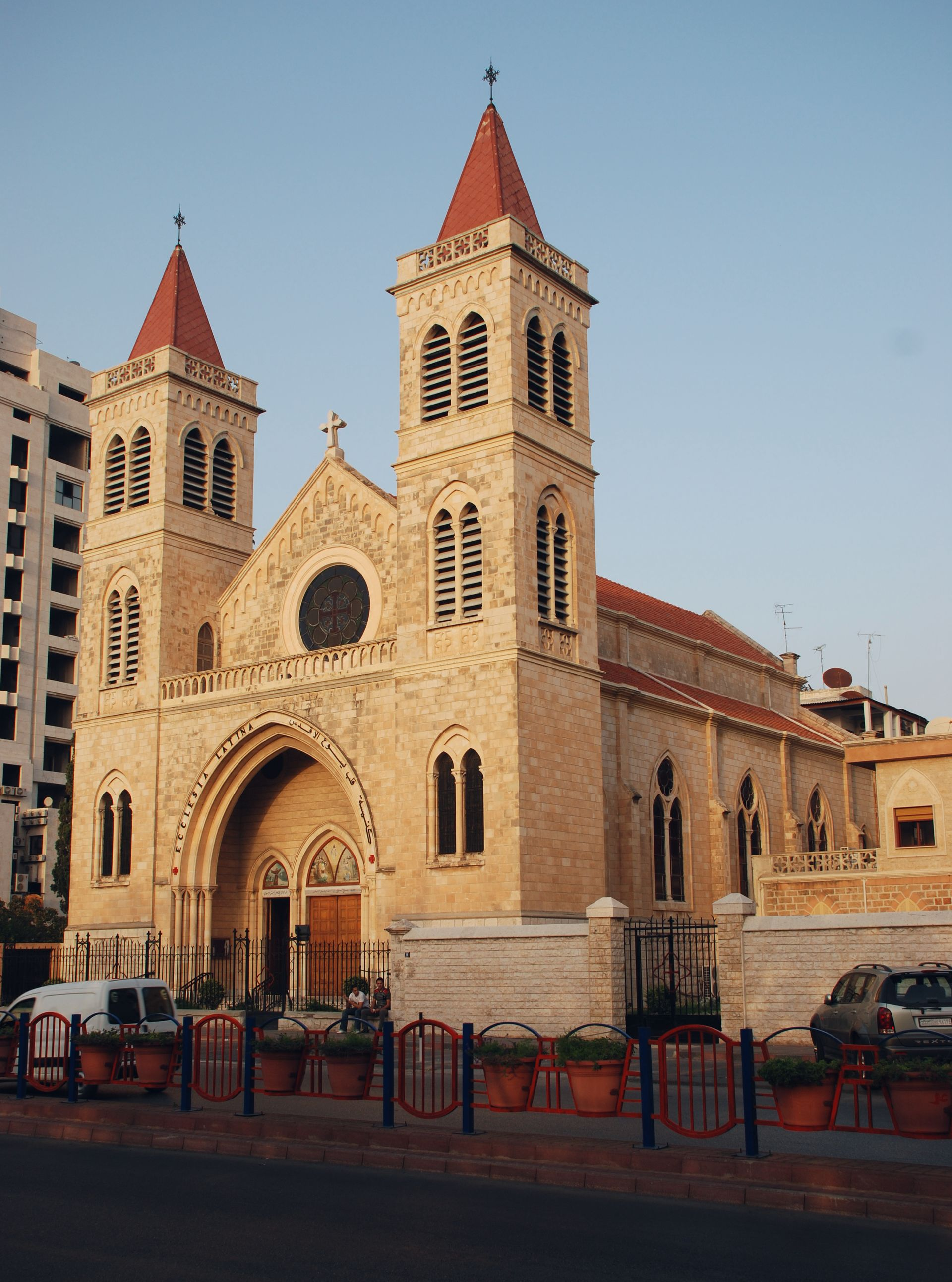
Katolikus templom
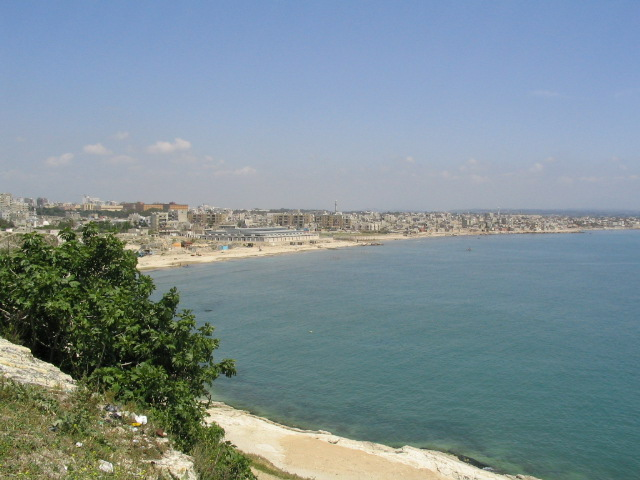
Tengerpart